# Burrinia burri
Burrinia burri är en insektsart som beskrevs av Bolívar, C. 1930. Burrinia burri ingår i släktet Burrinia och familjen Chorotypidae. Inga underarter finns listade i Catalogue of Life.